# أستون فيلا للسيدات
أستون فيلا للسيدات هو نادي كرة قدم نسائي إنجليزي تابع لنادي أستون فيلا. تأسس في عام 1973 ويلعب في الدوري الإنجليزي الممتاز للسيدات.

## التاريخ
تأسس نادي أستون فيلا لكرة القدم للسيدات في عام 1973 باسم نادي سوليهال. عندما طلب أستون فيلا المساعدة في تشكيل فريق للسيدات في عام 1989 ، استجاب سوليهول. وافق النادي على تغيير اسمه في عام 1996 ليصبح فريق السيدات المعترف به رسميا في أستون فيلا.
كأستون فيلا ، وصلوا إلى نهائي كأس الرابطة ‏ 1995 لكنه خسر 2-0 أمام ويمبلدون ، ولعب في الدوري الإنجليزي الممتاز للسيدات 1995–96 لكنهم هبطوا.
استمر الفريق الأول ، الذي أعيدت تسميته إلى "أستون فيلا للسيدات." ، في اللعب بشكل أساسي في الدرجة 2 المنطقة الشمالية ‏. فاز النادي بالترقية مرتين أخريين ولعب في الدوري الإنجليزي الممتاز للسيدات القسم الوطني في 1999–2000 وفي  2003–04 ، لكنه انتهى في منطقة الهبوط في كلا الموسمين.
فازت سيدات الفيلانز بالقسم الشمالي للمرة الرابعة في 2011 ‏ وحصل على ترقية إلى القسم الوطني WPL, التي أصبحت الدرجة الثانية أسفل الدوري الإنجليزي الممتاز للسيدات.
في 5 مايو 2013 ، حقق النادي أعظم إنجاز له بفوزه بأول كأس له على الإطلاق ، كأس الدوري الإنجليزي الممتاز للسيدات ، بفوزه على ليدز يونايتد للسيدات 5-4 بركلات الترجيح.
في عام 2014 كانوا واحدا من عشرة فرق تم انتخابهم لـWSL2,
وفي عام 2018 إلى بطولة السيدات ‏.
في 4 يوليو 2019 ، تم تغيير اسم الفريق إلى أستون فيلا للسيدات، الرئيس التنفيذي كريستيان بورسلو ، قال إن الاسم "يتماشى بشكل أكثر ملاءمة مع كرة القدم النسائية في هذا البلد". في نفس اليوم ، تم انتخاب الرئيس التنفيذي للشؤون التجارية ، نيكولا إبيتسون ، في مجلس إدارة اتحاد كرة القدم العالمي وبطولة السيدات - مما يجعل أستون فيلا للسيدات واحدا من ناديين فقط في البطولة لهما ممثل في مجلس الإدارة.
في 2019–20 ، فازت فيلا بالترقية إلى WSL ودخلت دوري الدرجة الأولى لكرة القدم النسائية لأول مرة منذ عام 2004. لـموسم دوري السوبر للسيدات 2022-23 ‏ ستلعب السيدات أربع مباريات من أصل 11 مباراة على أرضهن في ملعب فيلا بارك ، حيث يلعب فريق الرجال.

## اللاعبات
آخر تحديث 30 أكتوبر 2023.
ملاحظة: تشير الأعلام إلى المنتخب الوطني على النحو المحدد في قواعد الأهلية للفيفا. قد يحمل اللاعبون أكثر من جنسية واحدة غير تابعة للفيفا.
| الرقم | البلد    | المركز | اللاعب             |
| ----- | -------- | ------ | ------------------ |
| 1     | هولندا   | حارس   | دافني فان دومسيلار |
| 2     | إنجلترا  | وسط    | Sarah Mayling      |
| 4     | إنجلترا  | مدافع  | Anna Patten        |
| 5     | إنجلترا  | وسط    | لوسي ستانيفورث     |
| 6     | إسكتلندا | مدافع  | Rachel Corsie      |
| 7     | سويسرا   | مهاجم  | أليشا ليمان        |
| 8     | إنجلترا  | وسط    | جوردان نوبس        |
| 9     | إنجلترا  | مهاجم  | راشيل دالي         |
| 10    | فرنسا    | وسط    | كنزة دالي          |
| 13    | إنجلترا  | حارس   | Sophia Poor        |
| 14    | إنجلترا  | مدافع  | دانيال تورنر       |

| الرقم | البلد            | المركز | اللاعب            |
| ----- | ---------------- | ------ | ----------------- |
| 15    | إنجلترا          | مدافع  | Lucy Parker       |
| 16    | إنجلترا          | مدافع  | Olivia McLoughlin |
| 17    | إنجلترا          | مهاجم  | Ebony Salmon      |
| 18    | إنجلترا          | مهاجم  | Georgia Mullett   |
| 19    | إنجلترا          | وسط    | لورا بليندكيلد    |
| 20    | إسكتلندا         | مهاجم  | Kirsty Hanson     |
| 21    | نيوزيلندا        | حارس   | Anna Leat         |
| 22    | أيرلندا الشمالية | مهاجم  | Simone Magill     |
| 23    | كندا             | مهاجم  | أدريانا ليون      |
| 33    | إنجلترا          | مدافع  | Maz Pacheco       |

### الخروج على سبيل الإعارة
ملاحظة: تشير الأعلام إلى المنتخب الوطني على النحو المحدد في قواعد الأهلية للفيفا. قد يحمل اللاعبون أكثر من جنسية واحدة غير تابعة للفيفا.
| الرقم | البلد   | المركز | اللاعب                                                          |
| ----- | ------- | ------ | --------------------------------------------------------------- |
| 11    | إنجلترا | وسط    | Freya Gregory (on loan at Reading)                              |
| TBC   | إنجلترا | وسط    | Alice Keitley (on dual-registration loan at Nottingham Forest ‏) |

## الإنجازات

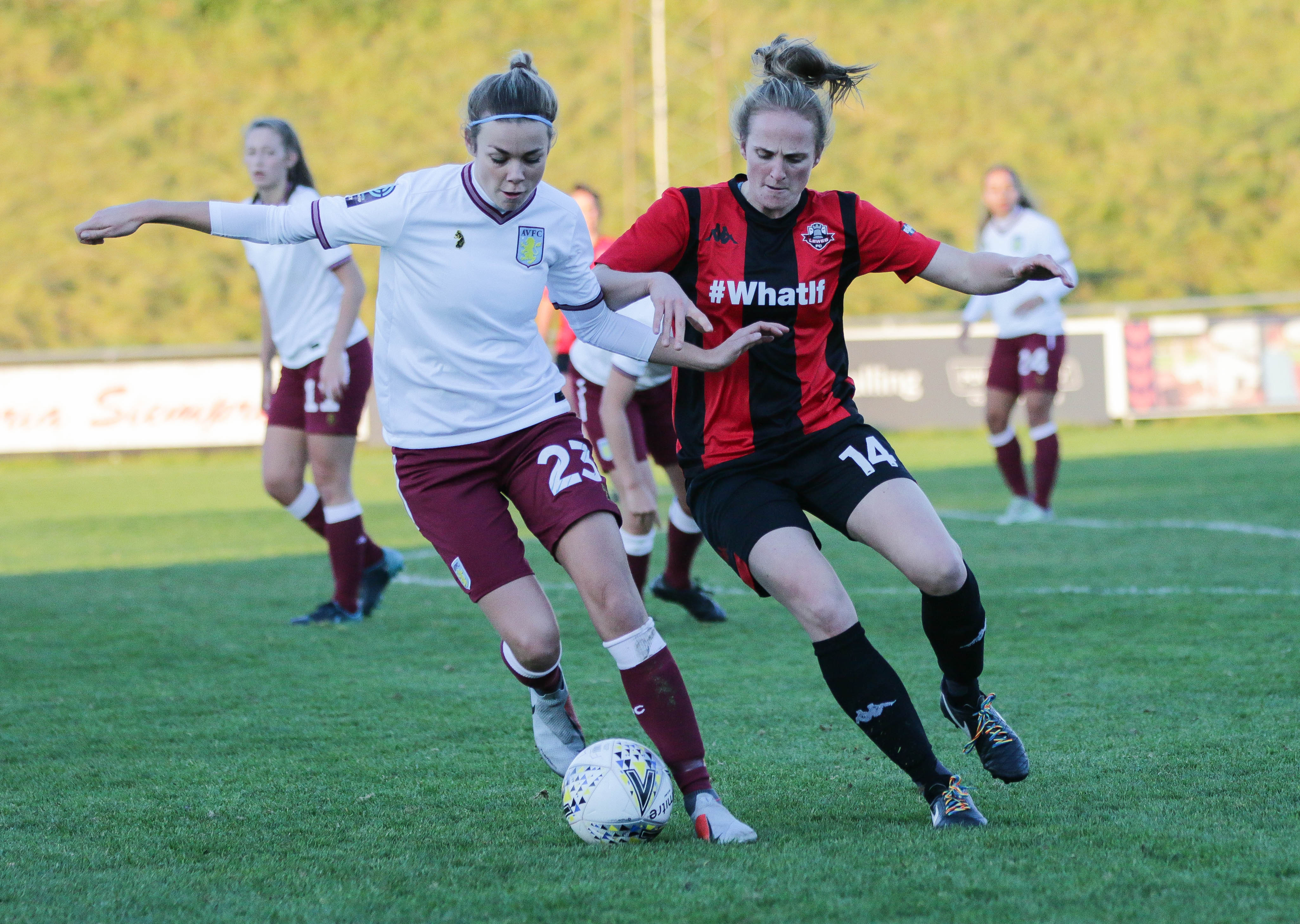
Nadine Hanssen (left) in Aston Villa's 2018 game at Lewes F.C. Women

- FA Women's Premier League (Northern Division)  [لغات أخرى]‏ (Level 2) 
 Winners (4): 1992–93, 1994–95, 2002–03، 2010–11
- FA Women's Premier League Cup  [لغات أخرى]‏ 
 Winners (1): 2012–13
- FA Women's Championship (Level 2) 
 Winners (1): 2019–20